# Здание ланкастерской школы (Гомель)
Здание ланкастерской школы — памятник архитектуры классицизма. Построено в 1818 году (архитектор И. Дьячков с участием архитектора Джона Кларка) в Гомеле по улице Румянцевской (современная ул. Советской, 39)

## История
Было главной постройкой начальной школы (организована по инициативе графа Н. П. Румянцева), где преподавание велось по системе взаимного обучения, разработанной английским педагогом Джозефом Ланкастером.
Школа просуществовала недолго: после смерти графа она была закрыта. Новый владелец, граф С. П. Румянцев пытался открыть тут ткацкую фабрику. в больших залах были установлены станки, началась работа. Но гомельские товары были неконкурентоспособными по сравнению с московскими, и это дело было остановлено. После размещения в Гомеле военных здесь разместился военный госпиталь.

## Архитектура

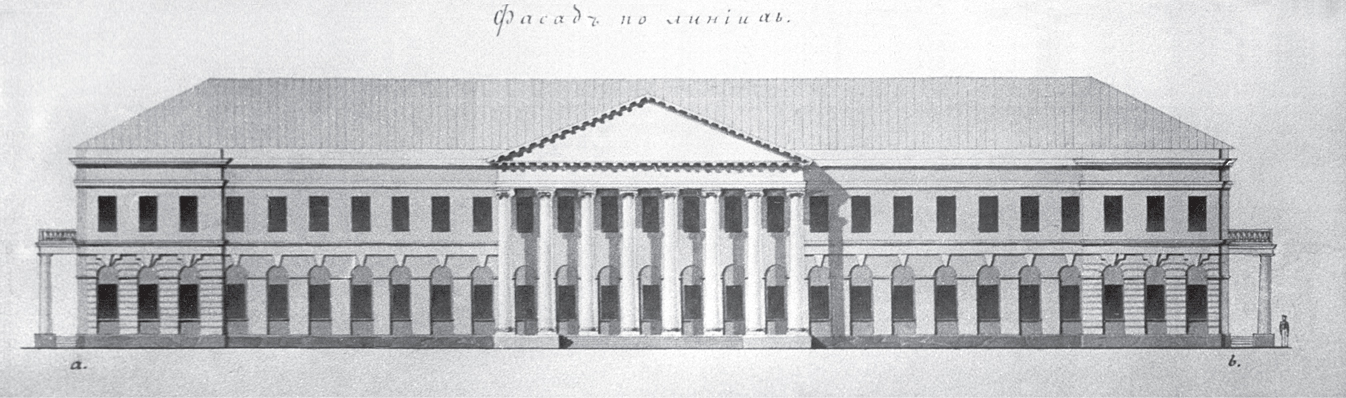
Изображение фасада здания

Каменное двухэтажное в плане здание. Средняя часть главного фасада выделена восьмиколонным на два этажа портиком ионического ордера, завершённого треугольным фронтоном. Боковые части главного фасада имели небольшие ризалиты, стены которых на первом этаже были обработаны рустовкой. Окна первого этажа находились в неглубоких нишах с полуциркульными завершениями. Входы с торцов здания подчёркивались четырёхколонными портками тосканского ордера, поддерживавшими балконы. В средней части здания находился вестибюль с лестницами на второй этаж. по бокам вестибюля размещались большие залы для занятий, имевшие посередине ряд колонн. Входы с торцов имели сени с лестницами на второй этаж. Кроме главного здания, в комплекс входили четыре двухэтажных флигеля для проживания учителей и учеников (первый этаж каменный, второй — деревянный), а также деревянные постройки для бани, сарая и конюшни. В 1840-е годы в связи с размещением в Гомеле военного гарнизона комплекс использовался под казармы.